# Jokilampi (sjö i Lappland, lat 66,27, long 28,22)
Jokilampi är en sjö i Finland. Den ligger i kommunen Posio i landskapet Lappland, i den norra delen av landet, 700 km norr om huvudstaden Helsingfors. Jokilampi ligger 242,8 meter över havet. Den är 9 meter djup. Arean är 57,5 hektar och strandlinjen är 9,9 kilometer lång. Sjön  ingår i Kemi älvs huvudavrinningsområde. 